# Aaron D’Souza
Aaron Agnel D’Souza (* 21. Juli 1992 in Bangalore) ist ein indischer Schwimmer. Nach der erfolgreichen Absolvierung der nationalen Schulmeisterschaften stellte er 2002 einen Aufnahmeantrag an das renommierte Basavanagudi Aquatic Centre. Dieser wurde zwei Jahre später bewilligt. Seine größten Erfolge sind bislang drei Goldmedaillen bei den Südasienspielen. Darüber hinaus konnte er bei Asienmeisterschaften zwei Bronzeränge erkämpfen. Mit der 4-mal-100-Meter-Freistilstaffel nahm er zudem 2010 an den Commonwealth Games teil; das Quartett belegte im Finale allerdings den sechsten Platz. D’Souza, der von der GoSports Foundation gefördert und betreut wird, bereitete sich in einem Trainingszentrum in Davie im US-Bundesstaat Florida auf die Olympischen Sommerspiele 2012 in London vor.